# Allysha Chapman
Pour les articles homonymes, voir Chapman.
Allysha Chapman, née le 25 janvier 1989 à Oshawa (Ontario), est une joueuse canadienne de soccer (football) qui évolue au poste de défenseur. Elle joue pour le Dash de Houston ainsi que pour l'équipe du Canada de soccer féminin.

## Carrière
Allysha Chapman naît à Oshawa mais grandit dans la petite ville voisine de Courtice. En 2004, à 15 ans, elle entre dans le programme national de formation. Elle fait partie de l'équipe canadienne championne du Championnat de la CONCACAF des moins de 20 ans en 2008, et participe à la Coupe du monde des moins de 20 ans au Chili la même année. 
Le 25 octobre 2014, à l'âge de 25 ans, elle fait ses débuts avec l'équipe nationale féminine lors d'un match amical contre le Japon. Elle est sélectionnée pour la Coupe du monde de 2015, durant laquelle elle joue l'intégralité des cinq matchs du Canada.
Elle fréquente l'université d'État de Louisiane de 2007 à 2011 où elle s'aligne pour les Tigers. En club, elle joue pour les clubs suédois d'IK Sirius FK et d'Eskilstuna United DFF, avant d'être allouée au Houston Dash en janvier 2015.

## Palmarès

### En équipe nationale
- Médaille d'or aux Jeux olympiques de Tokyo 2020.